# Souleymane Diawara
Souleymane Diawara (Gabou, Senegal, 24 de diciembre de 1978) es un exfutbolista senegalés. Jugaba de defensa.

## Selección nacional
Ha sido internacional con la Selección de fútbol de Senegal, ha jugado 39 partidos internacionales.

### Participaciones Internacionales
| Torneo                         | Sede   | Resultado    |
| ------------------------------ | ------ | ------------ |
| Copa Africana de Naciones 2004 | Túnez  | 4° de final  |
| Copa Africana de Naciones 2006 | Egipto | Semifinal    |
| Copa Africana de Naciones 2008 | Ghana  | Primera fase |

## Clubes
| Club                  | País       | Año       |
| --------------------- | ---------- | --------- |
| Le Havre AC           | Francia    | 1998-2003 |
| Sochaux FC            | Francia    | 2003-2006 |
| Charlton Athletic     | Inglaterra | 2006-2007 |
| Girondins de Burdeos  | Francia    | 2007-2009 |
| Olympique de Marsella | Francia    | 2009-2014 |
| OGC Niza              | Francia    | 2014-2022 |

### Campeonatos nacionales
| Título               | Club                  | País    | Año  |
| -------------------- | --------------------- | ------- | ---- |
| Copa de la Liga      | Sochaux FC            | Francia | 2004 |
| Supercopa de Francia | Girondins de Burdeos  | Francia | 2008 |
| Copa de la Liga      | Girondins de Burdeos  | Francia | 2009 |
| Ligue 1              | Girondins de Burdeos  | Francia | 2009 |
| Copa de la Liga      | Olympique de Marsella | Francia | 2010 |
| Ligue 1              | Olympique de Marsella | Francia | 2010 |
| Supercopa de Francia | Olympique de Marsella | Francia | 2010 |